# Distrito fitogeográfico patagónico central

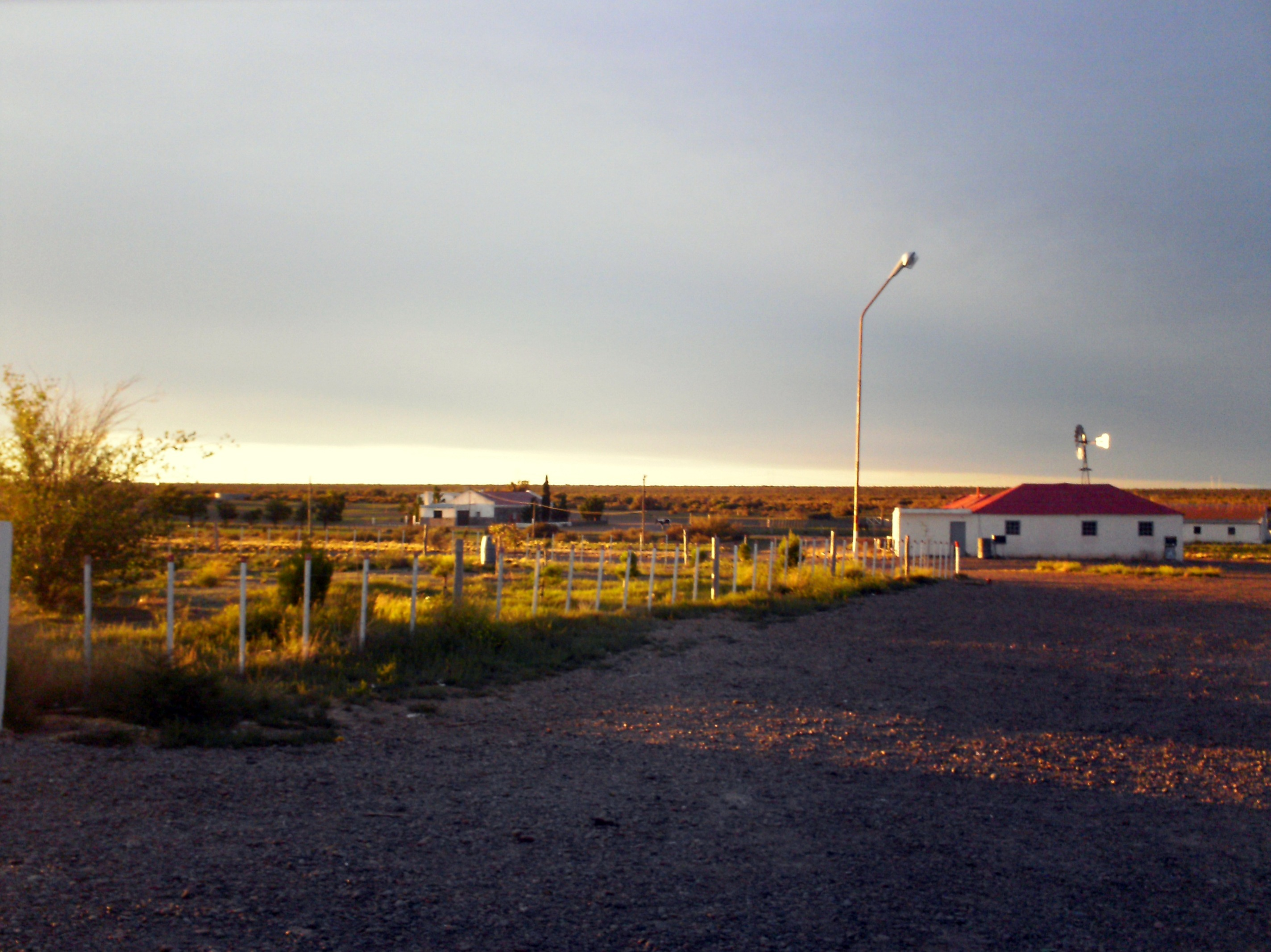
Paraje de Uzcudun, en el este de Chubut. Aquí se produce el cambio florístico entre el distrito fitogeográfico del monte de llanuras y mesetas de la provincia fitogeográfica del monte y el distrito fitogeográfico patagónico central de la provincia fitogeográfica patagónica.

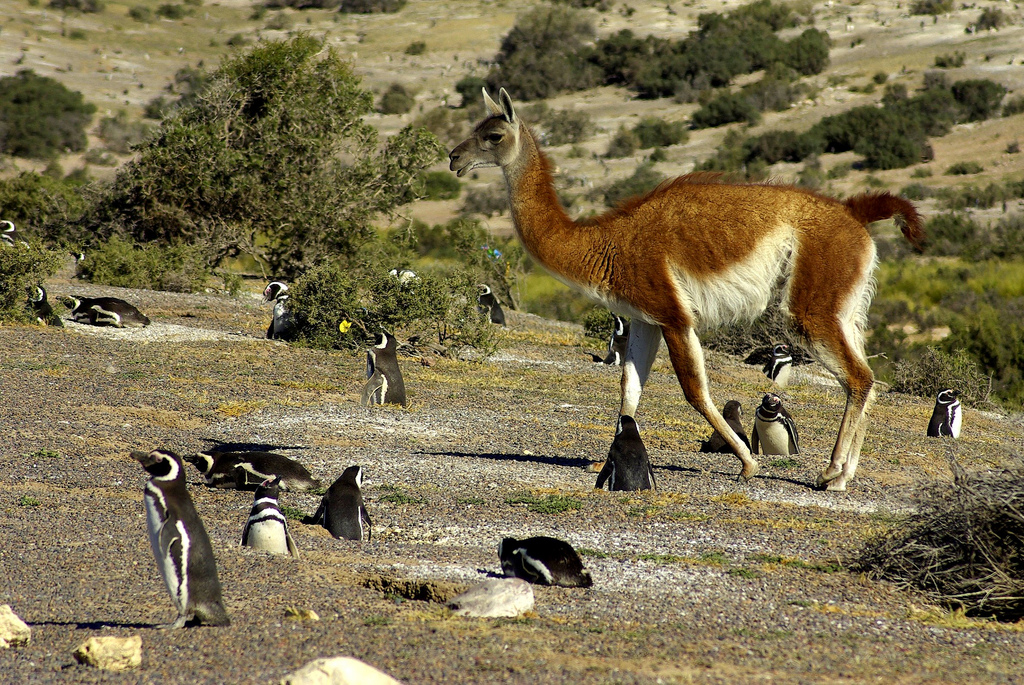
Punta Tombo, Chubut, Argentina, Distrito fitogeográfico Patagónico Central.

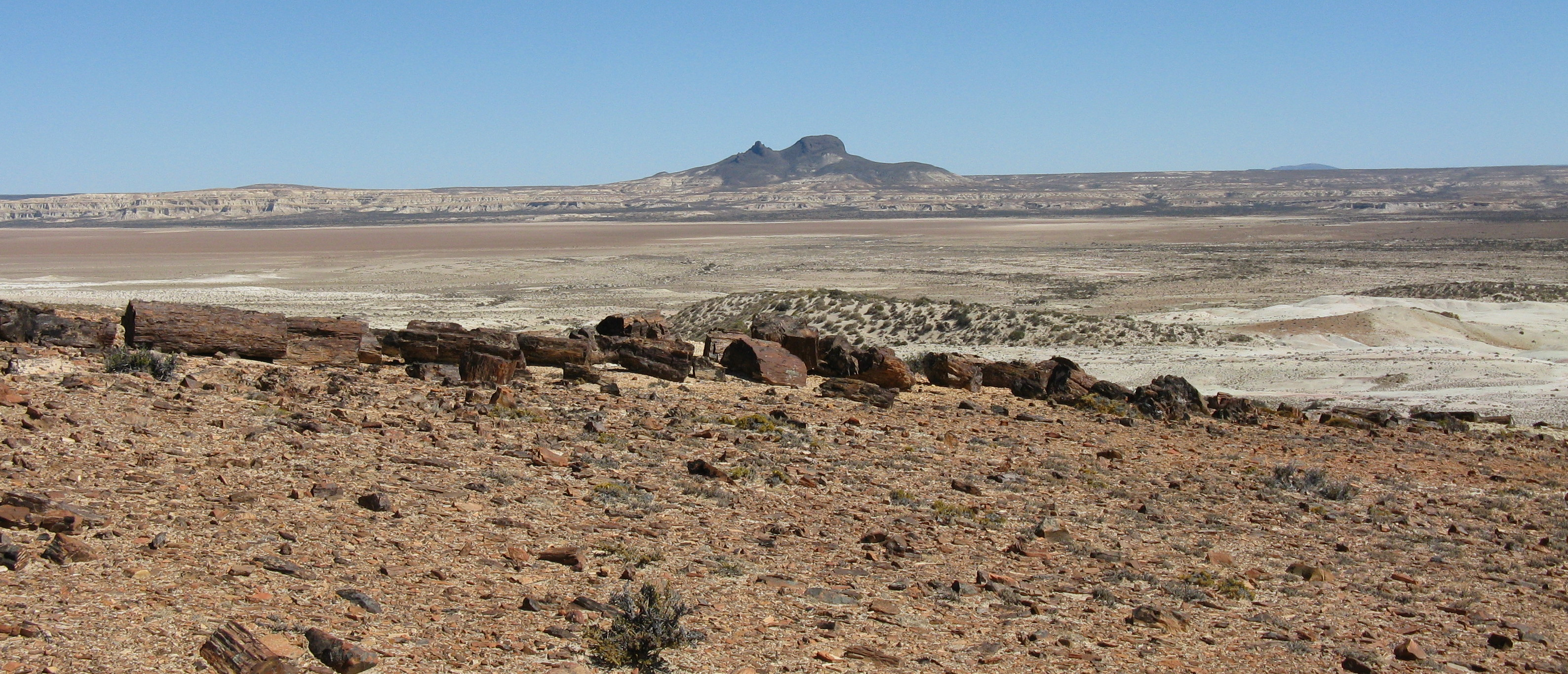
Cerros Madre e Hija, cercanos a Jaramillo, Distrito fitogeográfico Patagónico Central.

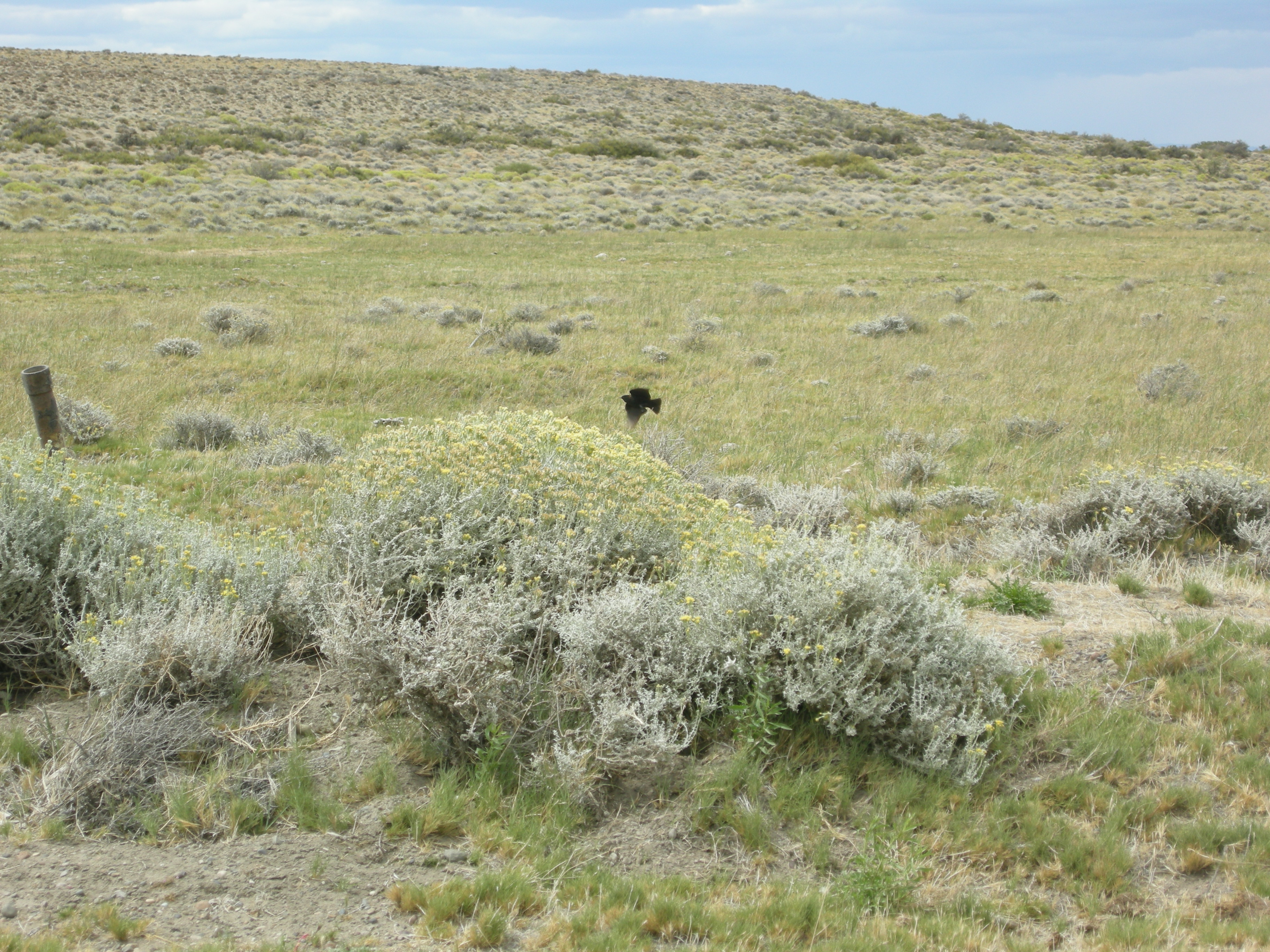
Sarmiento, provincia de Chubut, Argentina.

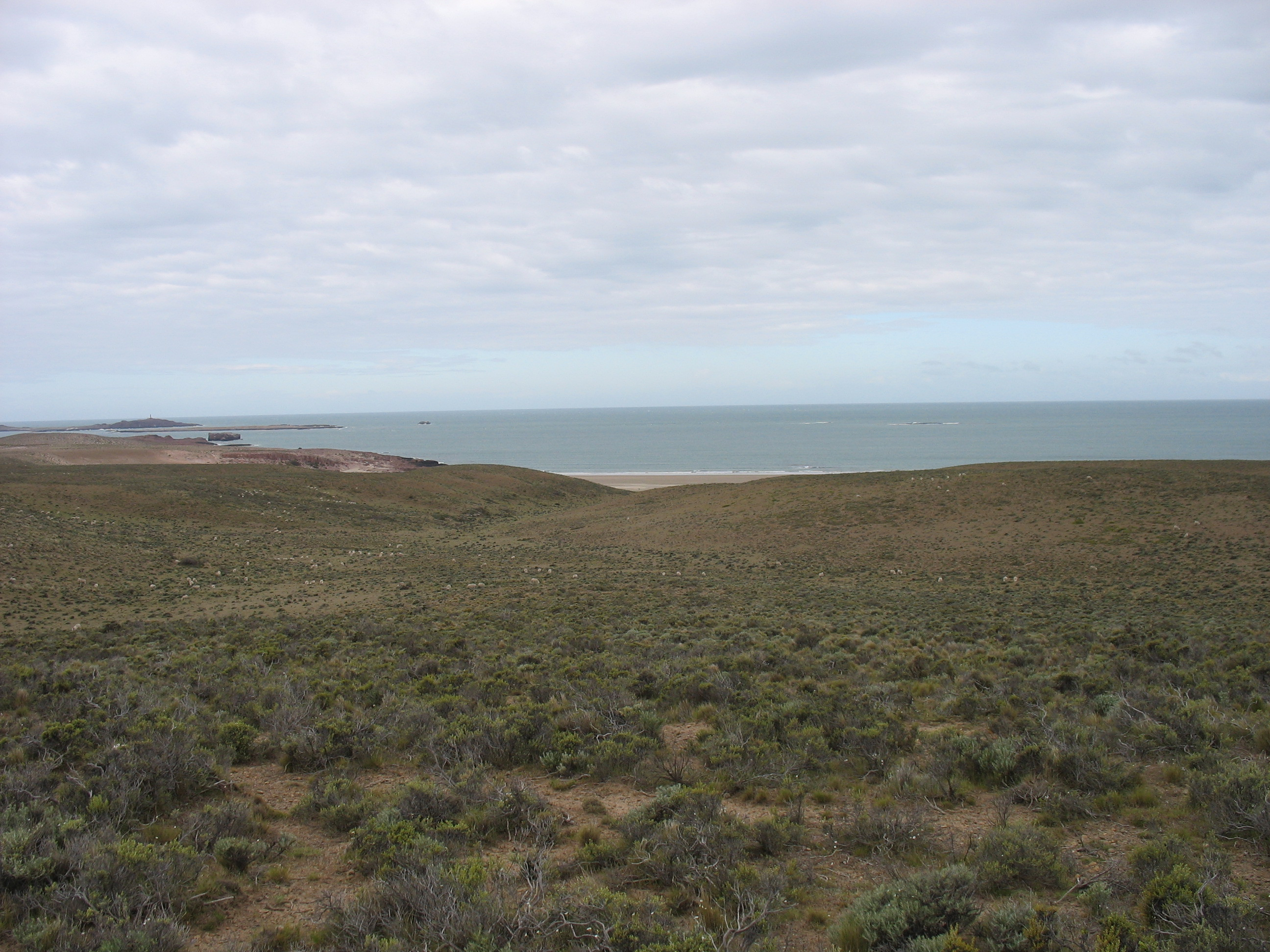
Vista de la bahía del Oso Marino, Distrito fitogeográfico Patagónico Central.

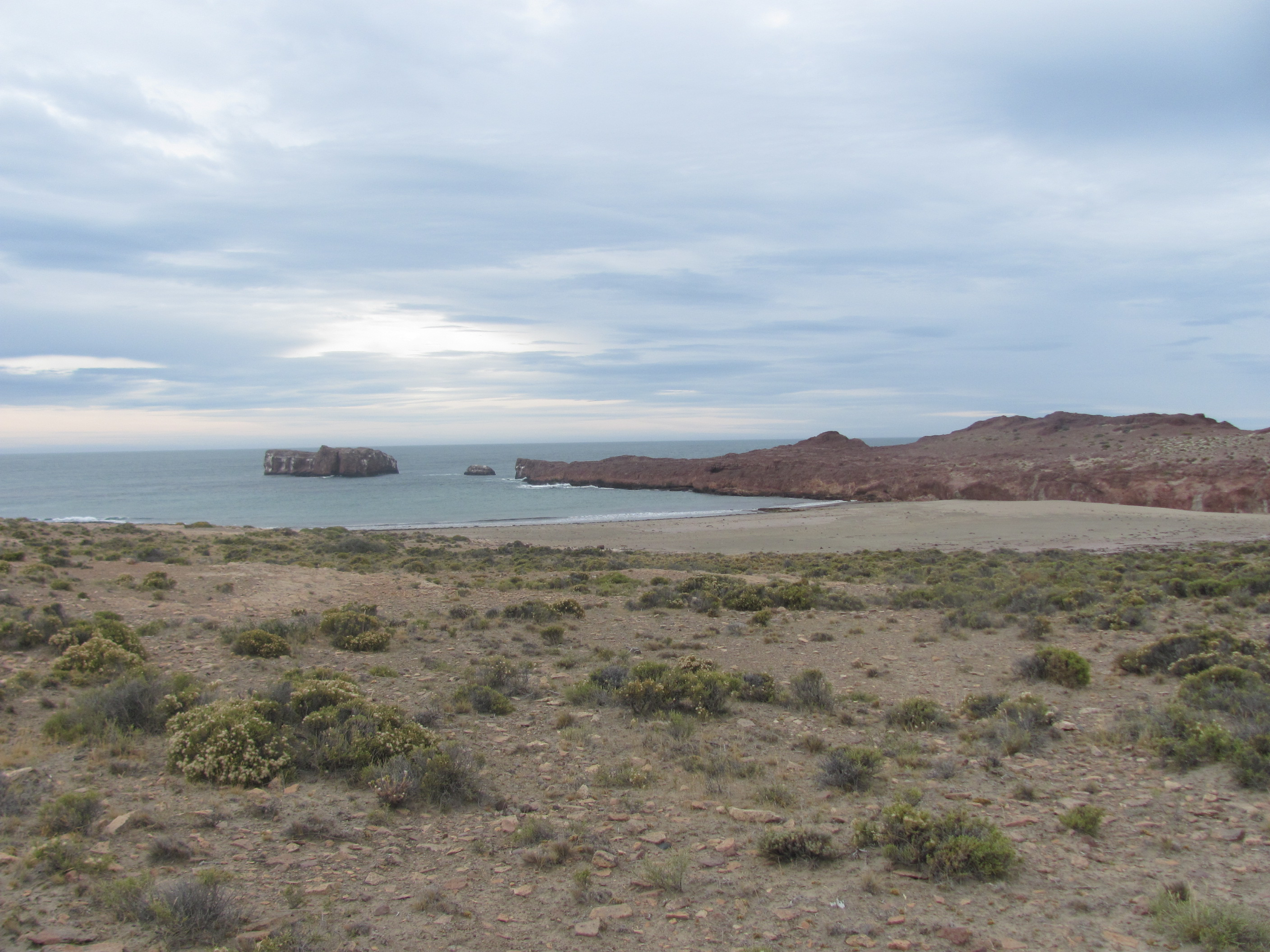
Vista hacia el sudeste de la isla Castillo y punta Norte, provincia de Santa Cruz, Argentina.

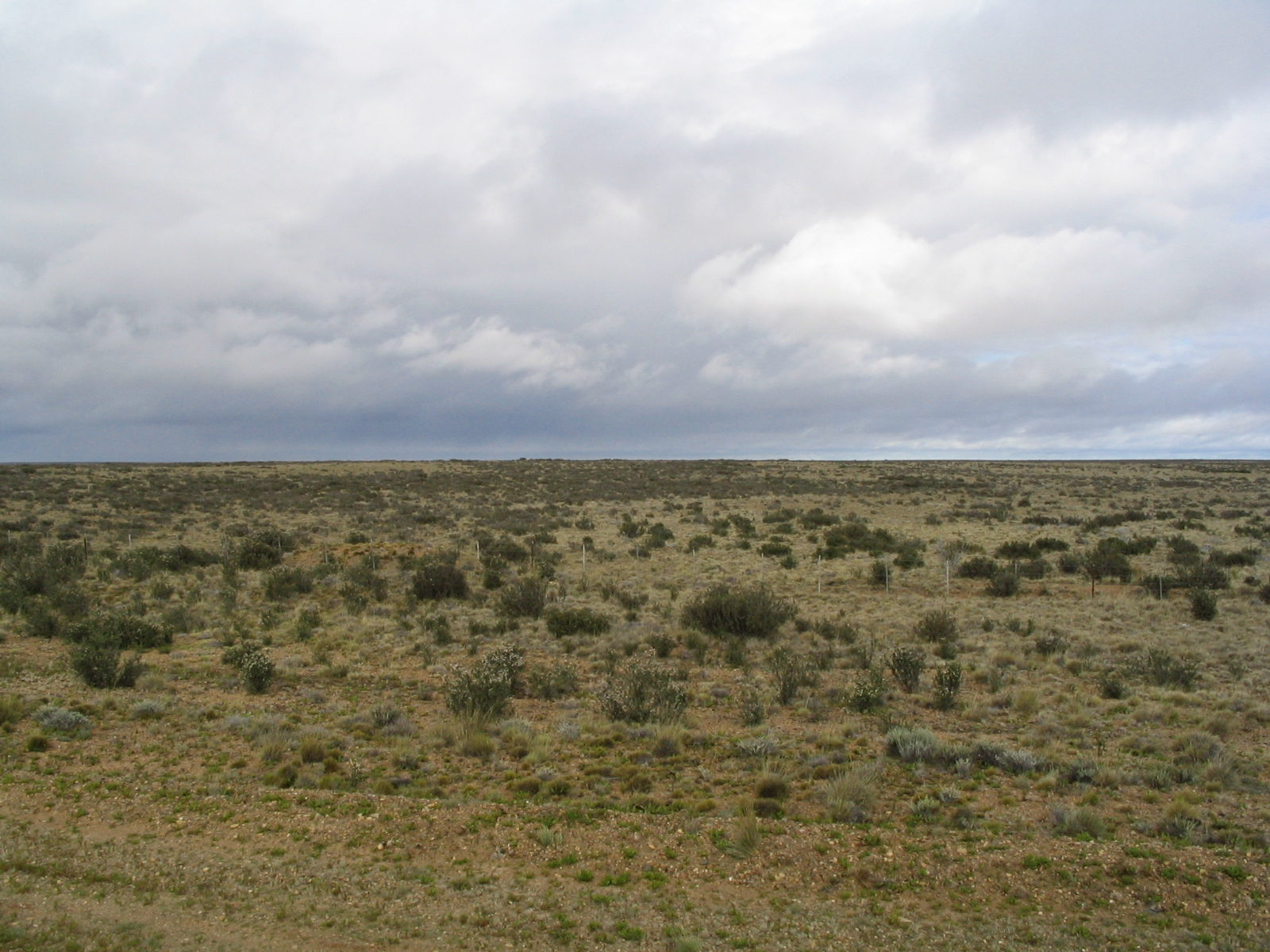
La estepa patagónica cerca de Fitz Roy, provincia de Santa Cruz, Argentina. Esta es la zona de contacto entre el Distrito fitogeográfico del golfo San Jorge y el Distrito fitogeográfico Patagónico Central, ambos pertenecientes a la Provincia fitogeográfica Patagónica.

El Distrito fitogeográfico Patagónico Central es uno de los Distritos fitogeográficos en que se divide la Provincia fitogeográfica Patagónica. Se lo encuentra en la región central de la patagonia de la Argentina. Incluye en su mayor parte formaciones de estepas graminosas con abundancia de arbustos.

## Sinonimia
Formación Patagónica, Estepa Patagónica, Desierto Patagónico, Erial Patagónico, Semidesierto Patagónico.

## Distribución
Según la clasificación de Ángel Lulio Cabrera, este distrito fitogeográfico comprende todo el centro de la región patagónica de la Argentina. Parte en el norte desde la localidad de Pilahué en el centro de la provincia del Río Negro, sigue por el centro de Chubut, y en Santa Cruz se expande, cubriendo bastas superficies de esa provincia, llegando a las costas del mar Argentino del océano Atlántico. 
Al norte y noreste contacta con la Provincia fitogeográfica del Monte; al este con las costas del mar Argentino entre Punta Lobos y cabo Raso; más hacia el sur limita con el Distrito fitogeográfico Patagónico del golfo San Jorge de la Provincia fitogeográfica Patagónica; hacia el sur lo hace con el Distrito fitogeográfico Patagónico Subandino, por el oeste contacta con el Distrito fitogeográfico Patagónico Occidental, los dos últimos también son distritos de la misma provincia fitogeográfica mencionada. Hacia el sudoeste bordea la Provincia fitogeográfica Subantártica. Hacia el sudesde vuelve a limitar con las costas del mar Argentino desde punta Casamayor hacia el sur. 
Las altitudes generalmente van desde el nivel del mar hasta los 1500 m s. n. m.

## Afinidades florísticas
Este Distrito fitogeográfico guarda estrecha relación con otros Distritos fitogeográficos de la Provincia fitogeográfica Patagónica, en especial con el Distrito fitogeográfico Patagónico del golfo San Jorge y con el Distrito fitogeográfico Patagónico Occidental. Las relaciones con la Provincia fitogeográfica del Monte son muy remotas, postulándose que las especies patagónicas endémicas de los géneros Prosopis, Larrea, Schinus, Lycium, etc, son relictos que reflejan un pasado patagónico reciente, en donde la Provincia fitogeográfica del Monte ocupó una mayor superficie, experimentando luego una retracción areal.

## Características
El Distrito fitogeográfico se caracteriza por ser el que se desarrolla en la zona patagónica más ventosa y árida. Comprende estepas con arbustos en cojines hemisféricos desde unos 20 cm hasta 100 cm de altura. También se presentan estepas herbáceas y de caméfitos. Junto a los pequeños arroyos se presentan vegas.
Sobre un visible suelo desnudo, la vegetación se muestra como un mar de arbustos bajos, compactos, y dispersos, rodeados de gramíneas bajas y duras del tipo del coirón, las que cuentan con espinas, resinas y esencias que las tornan desagradables para los herbívoros. La vegetación toda presenta adaptaciones para soportar déficit hídricos prolongados junto con fuertes vientos. La principal actividad económica es la ganadería ovina y caprina. El uso poco racional de las comunidades vegetales produjo un severo proceso de desertificación y degradación.

## Suelos
Los suelos se presentan con texturas gruesas, pedregoso-arenosos, con muy escasa materia orgánica, y de reacción débilmente alcalina. Abundan los cantos rodados, y las cenizas volcánicas.

## Relieve
El relieve se presenta como una sucesión de terrazas y mesetas aplanadas o algo onduladas, con sierras y montañas bajas de bordes redondeados, pulidos, gastados a causa de la intensa erosión a la que fueron sometidas.. 

## Clima
El clima es frío, y muy seco. Las nevadas invernales pueden ser severas; no habiendo casi ningún período libre de heladas. Las lluvias, y en especial su rendimiento, aumentan hacia el sur y el oeste, pero son muy escasas, generalmente de entre 100 a 150 mm de acumulados anuales. Soplan durante todo el año fuertes vientos del cuadrante oeste, lo que agrava enormemente la aridez. 
El tipo climático característico es el Desértico Patagónico. Junto al borde oriental marino se presenta una muy estrecha franja con clima Desértico subtropical. 

## Especies principales
La comunidad climáxica de este distrito es la estepa arbustiva, donde dominan: el quilembay (Chuquiraga avellanedae), el colapiche (Nassauvia glomerulosa), Nassauvia ulicina, los coirones amargos (Stipa speciosa, Stipa humilis, y Stipa neaei), Poa ligularis, Ameghinoa patagonica, el algarrobito patagónico (Prosopis patagonica), Prosopis denudans, la mata torcida (Nardophyllum obtusifolium), Verbena ligustrina, Verbena tridens, Verbena aurantiaca, mata laguna (Lycium ameghinoi), calafate (Berberis cuneata), Grindelia chiloensis, Haplopappus diplopappus, Euphorbia portulacoides, Pleurophora patagonica, etc.
En las laderas de los cerros se encuentran: Colliguaya integerrima, Senecio filaginoides, Brachyclados caespitosus, Ameghinoa patagonica, Mulinum spinosum, Chuquiraga aurea, Anarthrophyllum rigidum, Pleurophora patagonica, Troncosoa seriphioides, Verbena tridens, etc.
En lugares salobres dominan estepas halófilas con: Prosopis patagonica, Lycium ameghinoi, Frankenia patagonica, Atriplex sagittifolia, Atriplex lampa, etc.
Cerca de las costas marinas australes encontramos: Spartina patagonica, Lepidophyllum cupressiforme, varias Atriplex, etc. 

## Subdistritos fitogeográficos
A este Distrito fitogeográfico es posible subdividirlo en dos Subdistritos fitogeográficos.

### Subdistrito fitogeográfico Patagónico Central Chubutense
Este Subdistrito fitogeográfico se distribuye en el norte desde la localidad de Pilahué en el centro de la provincia del Río Negro, sigue por el centro de Chubut, y concluye en el extremo norte de Santa Cruz.
Al norte y noreste contacta con la Provincia fitogeográfica del Monte; al este con las costas del mar Argentino entre Punta Lobos y cabo Raso; más hacia el sur limita con el Distrito fitogeográfico Patagónico del golfo San Jorge de la Provincia fitogeográfica Patagónica; hacia el oeste contacta con el Distrito fitogeográfico Patagónico Occidental, también de la misma provincia fitogeográfica mencionada. Hacia el sur lo hace con el Subdistrito fitogeográfico Patagónico Central Santacrucense. 
La comunidad climáxica de este Subdistrito es una estepa arbustiva donde dominan: el quilembay (Chuquiraga avellanedae), el colapiche (Nassauvia glomerulosa), Nassauvia ulicina, los coirones amargos (Stipa speciosa, Stipa humilis, y Stipa neaei), Poa ligularis, Ameghinoa patagonica, el algarrobito patagónico (Prosopis patagonica), Prosopis denudans, la mata torcida (Nardophyllum obtusifolium), Verbena ligustrina, Verbena tridens, Verbena aurantiaca, mata laguna (Lycium ameghinoi), calafate (Berberis cuneata), Grindelia chiloensis, Haplopappus diplopappus, Euphorbia portulacoides, Pleurophora patagonica, etc.
En lugares salobres, como en el valle del río Chico y en la zona de Sarmiento, dominan estepas halófilas con: Frankenia patagonica, las zampas (Atriplex sagittifolia, y Atriplex lampa), a quienes acompañan Prosopis denudans, Lycium ameghinoi, etc.
En lugares bajos y salobres, dominan estepas halófilas con los pastos salados (Distichlis spicata, y Distichlis scoparia), etc.
En lugares inundados, llamados localmente menucos, domina el junquillo (Juncus lesueurii).

### Subdistrito fitogeográfico Patagónico Central Santacrucense
Este Subdistrito fitogeográfico se distribuye en bastas superficies de Santa Cruz, desde los 46° S, hasta los 51° S.
Hacia el norte contacta con el Subdistrito fitogeográfico Patagónico Central Chubutense de este mismo Distrito; al noreste con el Distrito fitogeográfico Patagónico del golfo San Jorge; hacia el sur lo hace con el Distrito fitogeográfico Patagónico Subandino; los dos últimos también son distritos de la Provincia fitogeográfica Patagónica. Hacia el sudoeste bordea la Provincia fitogeográfica Subantártica. 
En este Subdistrito, a diferencia del anterior, falta el quilembay (Chuquiraga avellanedae). La comunidad climáxica es una estepa arbustiva donde dominan: el colapiche (Nassauvia glomerulosa), la mata negra (Junellia tridens), y los coirones amargos (Stipa speciosa, y Stipa humilis); acompañan: la mata torcida (Nardophyllum obtusifolium), Poa ligularis, Stipa neaei, Bromus macranthos, el macachín (Arjona tuberosa), Adesmia ameghinoi, Polygala darwiniana, Chuquiraga argentea, Fabiana patagonica, Petunia patagonica, Troncosoa seriphioides, varias especies de Senecio, etc.
En cañadones arenosos domina la mata guanaco (Anarthrophyllum rigidum), y el calafate (Berberis cuneata), quienes suelen estar acompañados por la mata mora (Senecio filaginoides), el llaollín (Lycium chilense), la zampa (Atriplex sagittifolia), Junellia ligustrina, Schinus marchandii, etc.
En lugares valles salobres y cañadones domina Chuquiraga aurea, quien suele estar acompañada por el coirón dulce (Festuca pallescens), etc.
En lugares bajos y salobres cerca de las costas marinas australes encontramos: Salicornia ambigua, Frankenia microphylla, Atriplex sagittifolia, Atriplex reichei, etc.